# 特雷索沃
特雷索沃（法語：Trésauvaux，法語發音：[tʁezovo]）是法国默兹省的一个市镇，属于凡尔登区。

## 地理
特雷索沃（49°4'40"N, 5°36'24"E）面积3.95 平方千米，位于法国大東部大區默兹省，该省份为法国西北部内陆省份，北与比利时接壤，西接马恩省和阿登省，南至上马恩省和孚日省，东临默尔特-摩泽尔省。
与特雷索沃接壤的市镇（或旧市镇、城区）包括：邦泽、孔布尔苏莱科特、莱塞帕尔日、瓦夫尔地区弗雷讷、索莱尚普隆。

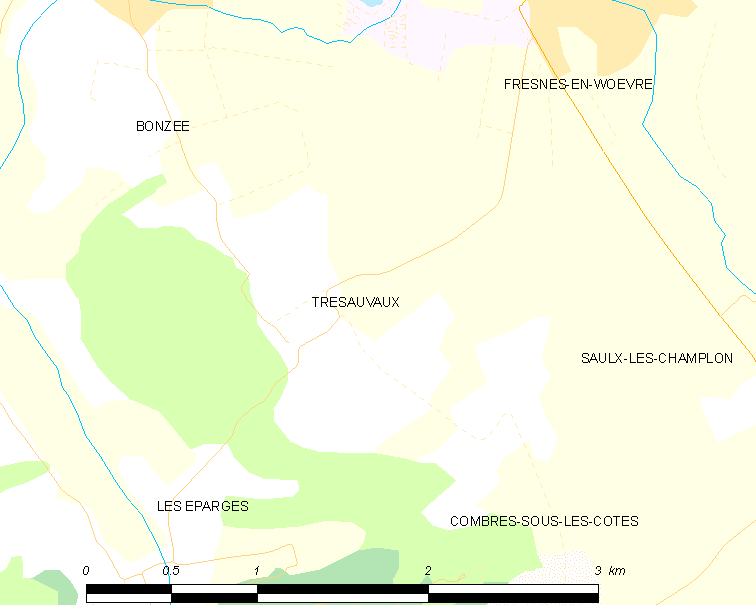
特雷索沃的OSM定位图

特雷索沃的时区为UTC+01:00、UTC+02:00（夏令时）。

## 行政
特雷索沃的邮政编码为55160，INSEE市镇编码为55515。

## 政治
特雷索沃所属的省级选区为埃坦县。

## 人口

1962-2008年间特雷索沃人口变化图示

特雷索沃于2022年1月1日时的人口数量为70人。